# アイスパレス (サンクトペテルブルク)
アイスパレスは、ロシア連邦・サンクトペテルブルクにある屋内競技場。
2000年のアイスホッケー世界選手権開催のために建設。KHL西地区SKAサンクトペテルブルクの本拠地。なおSKAは2023-24シーズンよりSKAアリーナに移転されることが決定している。